# Waqar Ihtisham
Waqar Ihtisham (Faisalabad, 28 de noviembre de 1996) es un futbolista pakistaní que juega en la demarcación de defensa para el KRL FC de la Liga Premier de Pakistán.

## Selección nacional
Hizo su debut con la selección de fútbol de Pakistán el 6 de junio de 2024 en un encuentro de clasificación para la Copa Mundial de Fútbol de 2026 contra Arabia Saudita que finalizó con un resultado de 0-3 a favor del combinado saudita tras un gol de Musab Al-Juwayr y un doblete de Firas Al-Buraikan.

## Clubes
| Club    | País     | Año       | Partidos | Goles |
| ------- | -------- | --------- | -------- | ----- |
| SSGC FC | Pakistán | 2017-2018 |          |       |
| KRL FC  | Pakistán | 2018-     |          |       |